# Martha Storchenegger
Martha Storchenegger-Scherrer (* 1964) ist eine Schweizer Politikerin (CVP). Sie war von 2004 bis 2017 St. Galler Kantonsrätin.

## Politische Karriere
Storchenegger begann ihre politische Karriere 1988 mit ehrenamtlichen Tätigkeiten in verschiedenen Vereinen und Organisationen. Später wurde sie Gemeinderätin von Jonschwil. Von 2004 bis 2017 war sie Mitglied des Kantonsrates des Kantons St. Gallen. Im Grossen Rat präsidierte sie unter anderem die Kommission zur Umsetzung und zu Auswirkungen der Pflegefinanzierung und war Mitglied der staatswirtschaftlichen Kommission.
Storchenegger ist Co-Präsidentin der Dachorganisation der Arbeitswelt Gesundheit und Soziales (OdA GS). Sie ist zudem Präsidentin der CVP Jonschwil-Schwarzenbach und Präsidentin der CVP-Frauen Kanton St. Gallen. Bei ihrer politischen Tätigkeit engagierte sich Storchenegger hauptsächlich in der Gesellschafts- und Gesundheitspolitik. Einige ihrer politischen Themen sind die Vereinbarkeit von Familie und Beruf, das duale Bildungssystem, der Fachkräftemangel oder die Finanzierung des Gesundheitswesens.

## Berufliche Karriere
Storchenegger ist ausgebildete dipl. Pflegefachfrau und hatte im Verlauf ihrer beruflichen Karriere verschiedene Führungsfunktionen inne. Sie war Geschäftsleiterin der Spitex-Dienste Wil und Umgebung sowie Wohngruppenleiterin des Seniorenzentrums Solino in Bütschwil. Seit September 2018 war sie als Leiterin der Pflege und Betreuung und als stellvertretende Betriebsleiterin im Haus für Betagte Sonnegrund tätig. Ab Juni 2019 übernahm sie die Leitung des Betriebs.

## Privates
Storchenegger lebt mit ihrem Mann in Jonschwil. Sie hat im STV Schwarzenbach die Damen- und Jugendriegen geleitet und ist aktives Mitglied im örtlichen Radclub. In ihrer Freizeit fährt sie Fahrrad, Ski und kocht gerne.